# Nuditate

Nuditate pe Placa Pioneer.

Nuditate este o situație care definește starea dezbrăcată, lipsită complet de haine, a unui corp omenesc. Starea, înfățișarea unei persoane nude; goliciune. Lipsă de podoabe, simplitate. La figurat; ceea ce se prezintă fără artificii, fără rezerve, fără ascunzișuri. 
Nuditatea poate apărea într-o multitudine de situații, în contexte sexuale sau non-sexuale. Durata nudității variază în funcție de situație și persoană, unii oameni aleg să trăiască un stil de viață ca nudiștii, in timp ce alții fac acest lucru pe durată scurtă, ca în exhibiționism, sau ocazional, cum ar fi înotul nud.

## Naturism

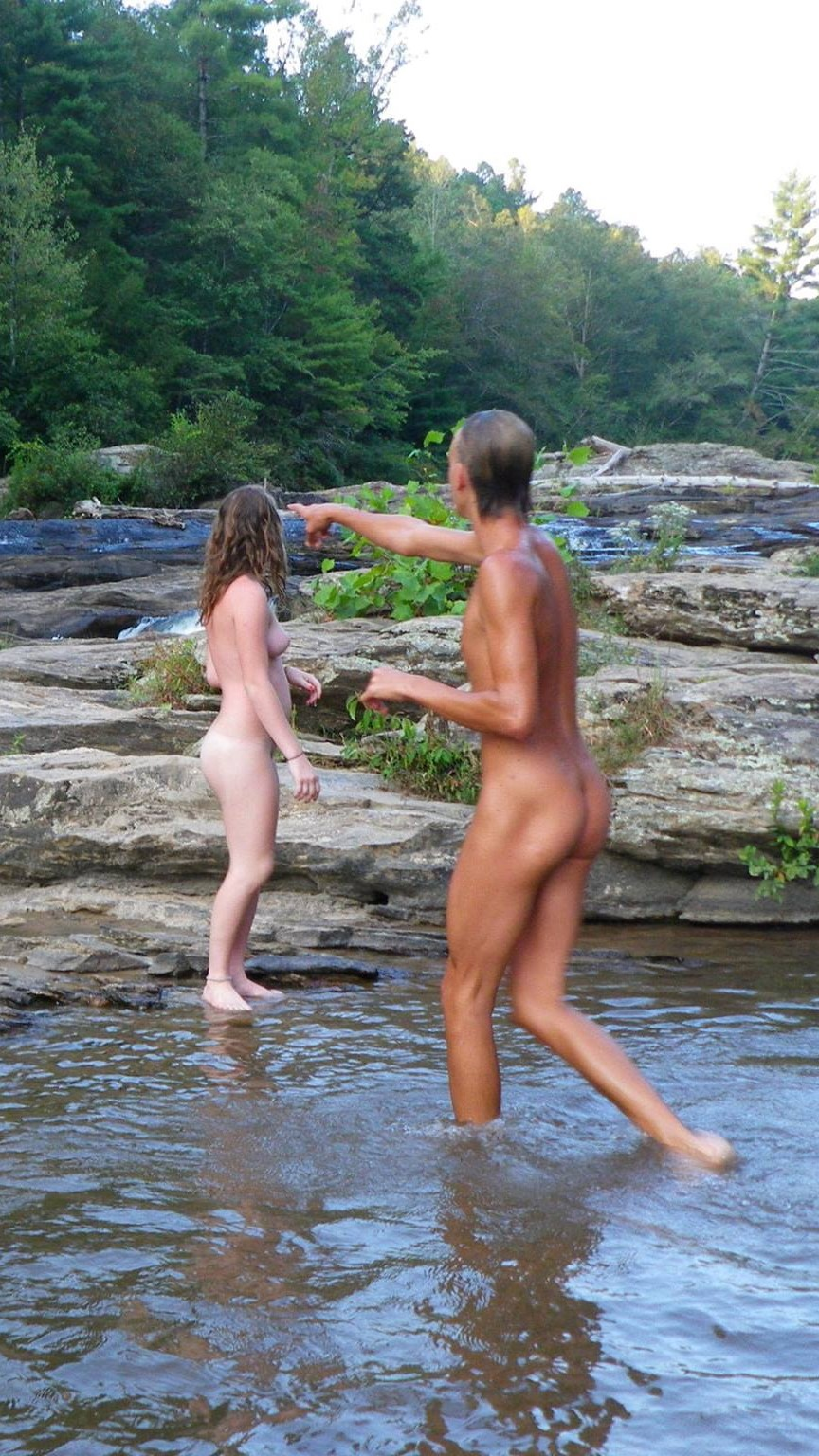
Scufundare usoara într-un râu

Naturismul (sau nudismul) este o subcultură care luptă pentru și apără nuditatea publică si privată, ca parte a unui stil de viață natural și simplu. Naturiștii resping standardele contemporane de modestie care descurajează nuditatea personală, familială sau socială pe baza unei asocieri inconștiente a nudității cu stimularea erotică. In schimb ei își doresc să creeze un mediu social unde oamenii se simt confortabil in a fi in compania unor persoane dezbrăcate, si se simt bine când sunt văzuți goi, fie de către alți naturiști, fie de publicul larg. In contradicție cu impresia larg răspândită, conform căreia nudiștii sunt mai permisivi din punct de vedere sexual, cercetătorii au constatat că nudiștii și non-nudiștii nu diferă în comportamentul lor sexual.
Științele sociale, până la mijlocul secolului al XX-lea, studiau deseori nuditatea publică, inclusiv naturismul, în contextul devianței (sociologie)  sau a criminalității. Cu toate astea, studii mai recente au  constatat că naturismul are efecte pozitive asupra încrederii in sine, stimei de sine și modului de viață. Enciclopedia devianței sociale continuă să aibă un punct de vedere despre „Nudism”, , dar definește și „Devianța socială” ca încălcarea normelor sociale într-un mod pozitiv, conducând la schimbări sociale.

## Plaje de nudisti
O plajă de nudiști, câteodată denumită si o plajă unde hainele sunt opționale sau o plajă liberă, este o plajă unde oamenii au libertatea de a fi dezbrăcați. Astfel de plaje sunt de obicei pe terenuri publice. Plajele pentru nudiști pot fi oficiale (recunoscute din punct de vedere legal) sau neoficiale (tolerate de rezidenți și forțele de ordine) sau ilegale, dar atât de izolate încât să scape de impunerea legii.

## Prezentări ale nudității

Imagini ale unui bărbat și ale unei femei atașate la Pioneer 10, ca parte dintr-un mesaj adresat oricărei inteligențe extraterestre pe care sonda spațială ar putea să o întâlnească.

Intr-o poză cu picturi murale vechi, convențiile picturale reafirmă mereu ceea ce este natural în cazul ființei umane, care face parte din socializare.
În societatea occidentală, contextele pentru descrierile nudității includ informații, artă și pornografie. Orice imagine mai neclară, care nu se încadrează ușor în una dintre categoriile prestabilite poate fi interpretată greșit, ducând la neintelegeri. Nudul in fotografie presupune științifică, comercială, artă plastică și fotografie erotică.

### Artă
Corpul uman nud a fost unul dintre subiectele artei încă de la începuturile sale paleolitice și o preocupare majoră a artei occidentale de la vechii greci.. In opera  Nudul: un studiu în formă ideală , Lordul Kenneth Clark susține ca a fi dezbrăcat inseamnă a fi lipsit de haine, și presupune un sentiment de rusine, in timp ce nudul, ca operă de artă, nu are astfel de conotații. Această separare a formei artistice de problemele sociale și culturale conexe, în mare parte nu fusese analizată de istoricii de artă clasică, dar a devenit un punct central al criticilor sociale și feministe în anii 1970, când nudurile clasice ale femeilor erau văzute ca simboluri ale obiectificării masculine a corpurilor feminine.

#### Activități legate de artă
Separat de  lucrările de artă|nud create, sesiunile în care artiștii lucrează cu modele nud live sunt evenimente sociale unde nuditatea are o adevărată tradiție. Rolul modelului atât ca parte a educației in arta vizuală, cât și în ajutarea in crearea de lucrări de artă, a evoluat încă din Antichitate în societățile occidentale și în întreaga lume, peste tot unde au fost adoptate practicile culturale occidentale în artele vizuale. La universitățile moderne, școlile de artă și in grupurile comunitare „ model de artă” este o ocupație, pentru care o cerință este să pozeze „nedrapat” și nemișcat minute, ore (cu pauze) sau sa reia aceeași poziție timp de mai multe zile, pentru a reda intocmai opera de artă. Unii au analizat beneficiile educației artistice, inclusiv nudurile, ca o oportunitate de a satisface curiozitatea tinerilor cu privire la corpul uman într-un context non-sexual.

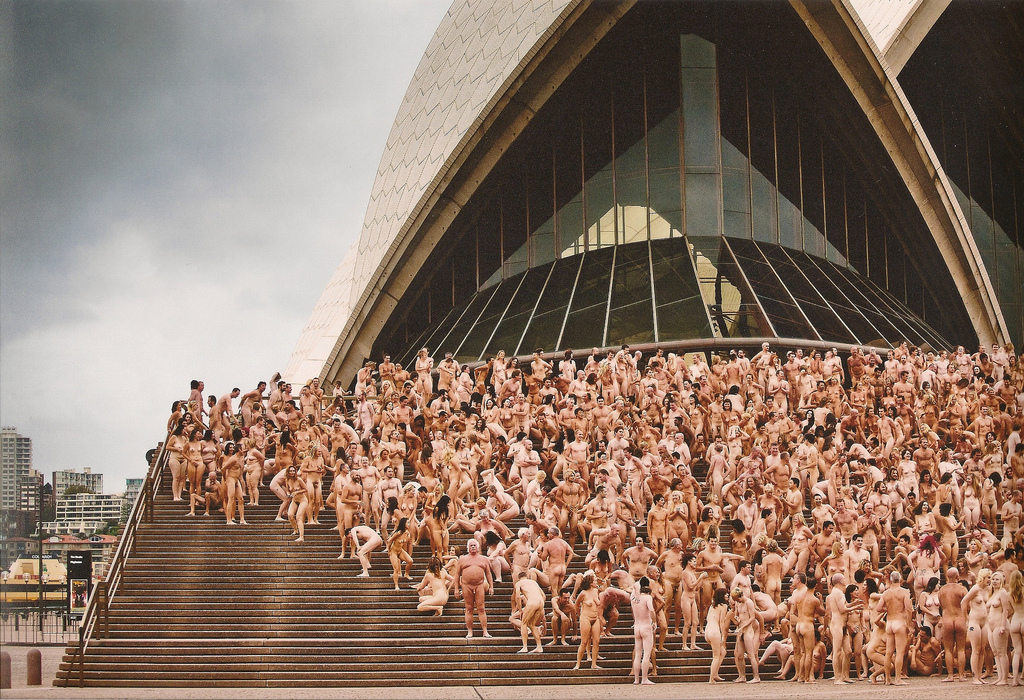
Participanții pregătindu -se să fie fotografiați de Spencer Tunick la Opera din Sydney

Fotografia unui grup de persoane nude, realizată în locuri publice a fost făcută în întreaga lume cu sau fără cooperare oficială. Adunarea în sine este propusă ca o formă de artă, în timp ce imaginile rezultate devin opera de artă care pornește de la identitățile oamenilor care pozează și locația selectată: peisaje urbane, pitorești sau situri cu semnificație istorică. Fotografii, printer care si  Spencer Tunick    și Henning von Berg sustin ca exista o varietate de motive artistice, culturale și politice pentru munca lor, în timp ce persoanele care se lasă fotografiațe pot fi modele profesionale sau voluntari neplătiți, atrași de proiect din motive personale.

### Imagini explicite sexual

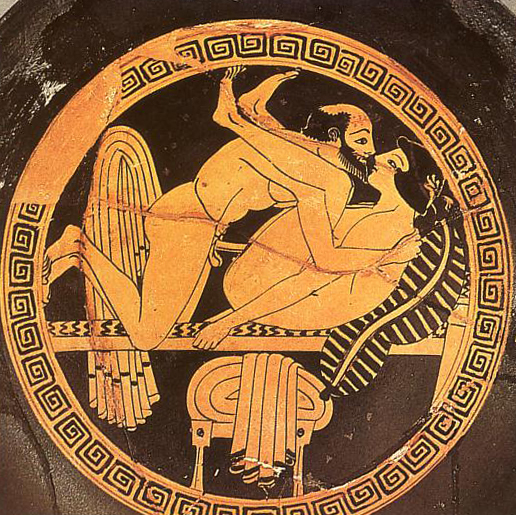
cupa ateniana cu figura rosie a picturului Triptolemos, cca 470 î.Hr.

Actele sexuale au fost descrise în artă de la început, înca din epoca de piatră.

#### Indecență și obscenitate
Limitele privind descrierea nudității se bazează pe definițiile legale ale indecenței și obscenității.
În 1973, Curtea Supremă din “Miller v. California  a instituit testul Miller pe trei niveluri, prin care se poate determina ceea ce este obscen (și, prin urmare, nu este protejat) față de ceea ce este doar erotic și, astfel, protejat de primul amendament. 
Prezentări ale nudității copiilor (sau ale copiilor cu adulți nud) apar în opere de artă în diferite culturi și perioade istorice. Atitudinea față de astfel de prezentări s-a schimbat de-a lungul timpului, acestea au devenit din ce în ce mai respinse,  mai ales în cazul fotografiei. În anii în care filmul a fost realizat de laboratoare foto comerciale, pozele cu copii dezbrăcați, făcute de părinții lor au fost raportate poliției, atunci când era posibil pornografie infantilă. Deși unele persoane au fost arestate, judecate sau condamnate; nu s-a confirmat în cele din urmă nicio acuzație care implică simpla nuditate, deoarece definiția legală a pornografiei infantile este că descrie un comportament sexual explicit.

## Artele spectacolului
Nuditatea poate fi o parte a spectacolelor live, cum ar fi dansul, teatrul,  arta de performativă și nudul in pictura corporală.

### Dans
Dansul, ca o formă de miscare umană, poate fi ceremonial, social sau una dintre artele spectacolului. Nuditatea totală sau partială este, o caracteristică a dansurilor ceremoniale, in unele țări tropicale.. Cu toate astea, unele persoane susțin că practicile moderne sunt folosite pentru a promova „turismul etnic” mai degrabă decât pentru a revigora tradițiile autentice.  În tradițiile occidentale, costumele de dans au evoluat spre a oferi mai multă libertate de mișcare și de a dezvălui mai mult din corp; nuditatea completă este punctul culminant al acestui proces.  Coregrafii moderni consideră nuditatea ca un potential „costum” de dans, unii considerand că nuditatea exprimă calități umane mai profunde prin dans, dansul fiind considerat opusul obiectivării sexuale a corpului în cultura comercială.  Deși nuditatea în dansul social nu este ceva des intalnit, evenimente precum „Tango nud” au avut loc în Germania. 

### Teatru
Modelele care doar stateau nemiscate pe scena, dezbracate, au fost o caracteristică a tableaux vivants la Windmill Theatre din Londra și la New York Ziegfeld Follies, la începutul secolului XX.   Legislația engleză și cea a Statelor Unite nu permiteau artiștilor nud sau topless să se miște pe scenă, le permiteau doar să stea nemișcați pentru a imita operele de artă.

Reflectând problemele epocii, teatrul american din 1960 a abordat probleme, precum ipocrizia și libertatea. Până în 1968 nuditatea era folosită în mod liber de dramaturgi, regizori și producători nu numai pe subiecte de sexualitate, ci și atunci cand era vorba despre nedreptate socială și război.
Un spectacol foarte cunoscut care a inclus nuditate a fost musicalul de pe Broadway Hai  din anul 1968.  The New York Times” a tipărit în 1969 o serie de scrisori pentru editorul revistei, cu opinii diferite, de la actrița June Havoc care afirmă că nuditatea indică faptul că producătorul a rămas fără idei; în timp ce actrița Shelley Winters a glumit că este dezgustător, dar dacă ar fi avut 22 de ani ar fi facut-o si ea. Nuditatea din Hair a fost inofensiva, în comparație cu producțiile ulterioare.  Dionysus în 69 , o versiune modernă a The Bacchae, a inclus un cor de actori nud și parțial nud care au organizat un ritual de naștere și au interacționat cu publicul. În cele din urmă nuditatea a devenit o problemă de integritate personală și intimitate, unii actori alegând să joace nud, alții nu.

### Spectacole erotice
Spectacolele publice care au intenția de a stârni interesul erotic al publicului, au o istorie nedeterminată, în general asociată cu prostituția. Striptease-ul nu insemna performeri complet nud până în secolul al XX-lea, dar de atunci a evoluat la show-uri live sex show.

### Live Cam
Tipic pentru live cam este nuditatea și expunerea corpului unei persoane pentru plăcerea altora, având ca rezultat excitarea celor care se expun dezbrăcați.
Este o practică care a început mai mult cu ADSL, care a făcut posibilă redarea audio și video fără prea multă încetinire sau întârziere între sunet și imagine.

#### Cărți
- al-Qaradawi, Yusuf (11 octombrie 2013). The Lawful and the Prohibited in Islam: الحلال والحرام في الإسلام. The Other Press. ISBN 978-967-0526-00-3.
- Altenmüller, Hartwig (1998). Egypt: the world of the pharaohs. Cologne: Könemann. ISBN 9783895089138.
- Anderson-Fye, Ellen P. (2011). „Body Image in Non-Western Countries”.  În Cash, Thomas F.; Smolak, Linda. Body Image: A Handbook of Science, Practice, and Prevention (ed. Second). New York: The Guilford Press. pp. 244–252. ISBN 978-1-60918-182-6.
- Ariès, Philippe; Duby, Georges, ed. (1987). From Pagan Rome to Byzantium. A History of Private Life. I. Series Editor Paul Veyne. Cambridge, Mass: Belknap Press of Harvard University Press. ISBN 0-674-39975-7.
- Asher-Greve, Julia M.; Sweeney, Deborah (2006). „On Nakedness, Nudity, and Gender in Egyptian and Mesopotamian Art”.  În Schroer, Sylvia. Images and Gender: Contributions to the Hermeneutics of Reading Ancient Art. Vandenhoeck & Ruprecht Göttingen: Academic Press Fribourg.
- Barcan, Ruth (2004). Nudity: A Cultural Anatomy. Berg Publishers. ISBN 1859738729.
- Barcan, Ruth (2015). „Nudism”.  În Patricia Whelehan; Anne Bolin. The International Encyclopedia of Human Sexuality. Wiley-Blackwell. pp. 819–830. doi:10.1002/9781118896877.wbiehs315. ISBN 9781786842992.
- Beck, Margaret (2000). „Female Figurines in the European Upper Paleolithic: Politics and Bias in Archaeological Interpretation”.  În Rautman, Alison E. Reading the Body. Representations and Remains in the Archaeological Record. University of Pennsylvania Press. pp. 202–214. ISBN 978-0-8122-3521-0. JSTOR j.ctv512z16.20.
- Berner, Christoph; Schäfer, Manuel; Schott, Martin; Schulz, Sarah; Weingärtner, Martina (27 iunie 2019). Clothing and Nudity in the Hebrew Bible. Bloomsbury Publishing. ISBN 978-0-567-67848-5.
- Botz-Bornstein, Thorsten (2015). Veils, Nudity, and Tattoos: The New Feminine Aesthetic. Lanham: Lexington Books. ISBN 978-1-4985-0047-0.
- Carr-Gomm, Philip (2010). A Brief History of Nakedness. London, United Kingdom: Reaktion Books, Limited. ISBN 978-1-86189-729-9. Accesat în 1 august 2019.
- Clark, Kenneth (1956). The Nude: A Study in Ideal Form. Princeton University Press. ISBN 0-691-01788-3 – via Internet Archive.
- Clark, Scott (1994). Japan, A View from the Bath. University of Hawai'i Press. ISBN 978-0-8248-1615-5.
- Cordwell, Justine M.; Schwarz, Ronald A., ed. (1979). The Fabrics of Culture: The Anthropology of Clothing and Adornment. Chicago, IL: Walter de Gruyter. ISBN 978-3-11-163152-3.
- Crane, Diana (12 iunie 2012). Fashion and Its Social Agendas: Class, Gender, and Identity in Clothing. University of Chicago Press. ISBN 978-0-226-92483-0.
- D'Emilio, John; Freedman, Estelle B. (2012). Intimate Matters: A History of Sexuality in America (ed. Third). Chicago: The University of Chicago Press. ISBN 978-0-226-92380-2.
- Davies, Stephen (2020). Adornment: What Self-Decoration Tells Us about Who We Are. London, United Kingdom: Bloomsbury Publishing Plc. ISBN 978-1-350-12100-3.
- Deonna, Julien A.; Rodogno, Raffaele; Teroni, Fabrice (2012). In Defense of Shame: The Faces of an Emotion. Oxford University Press. ISBN 9780199793532.
- Diabate, Naminata (6 martie 2020). Naked Agency: Genital Cursing and Biopolitics in Africa. Duke University Press. ISBN 978-1-4780-0757-9.
- Du, Shanshan; Chen, Ya-chen (4 martie 2013). Women and Gender in Contemporary Chinese Societies: Beyond Han Patriarchy. Lexington Books. ISBN 978-0-7391-4582-1.
- Dundas, Paul (2004). The Jains. London: Routledge. doi:10.4324/9780203398272. ISBN 9780203398272.
- Engberg, Maria; Bjorkroth, Peter; Marques, Lenia; Bjorkroth, Peter; Engberg, Maria (2022). „Culture in a Grain of Sand: Finnish Sauna Bathing” (PDF). Creating Cultural Understanding through Travel. Accesat în 17 mai 2022.
- Fagan, Garrett G. (2002). Bathing in Public in the Roman World. University of Michigan Press. ISBN 0472088653.
- Gancheva, Iliyana (2019). „Some Aspects of Everyday Hygiene of Christians and Sunni Muslims in Bulgaria – 'Clash' of Two Religious and Cultural Systems”.  În Slavkova, Magdelena; Maeva, Mila; Erolova, Yelis; Popov, Rachko. Between the Worlds: People Spaces Rituals. Sofia, Bulgaria: Paradigm Publishers. pp. 172–190. Accesat în 25 aprilie 2021.
- Gilligan, Ian (13 decembrie 2018). Climate, Clothing, and Agriculture in Prehistory: Linking Evidence, Causes, and Effects. Cambridge University Press. doi:10.1017/9781108555883. ISBN 978-1-108-47008-7.
- Goldman, Leslie (2007). Locker Room Diaries : The Naked Truth about Women, Body Image, and Re-imagining the "Perfect" Body. Cambridge, MA: Da Capo Press. ISBN 9786612788604.
- Górnicka, Barbara (2016). „From Lewd to Nude: Becoming a Naturist”. Nakedness, Shame, and Embarrassment. Figurationen. Schriften zur Zivilisations und Prozesstheorie. 12. Wiesbaden: Springer VS.
- Häberlen, Joachim C. (20 septembrie 2018). The Emotional Politics of the Alternative Left: West Germany, 1968–1984. Cambridge University Press. ISBN 978-1-108-61191-6.
- Hall, Edward T. (1966). The Hidden Dimension. Garden City, N.Y: Doubleday.
- Hall, Edward T. (1989). Beyond Culture. New York: Doubleday. pp. 87–88. ISBN 0385124740. OCLC 20595709.
- Hartsuiker, Dolf (2014). Sadhus: Holy Men of India. Inner Traditions. p. 176. ISBN 978-1620554029.
- Higonnet, Anne (1998). Pictures of Innocence – The History and Crisis of Ideal Childhood. New York: Thames & Hudson. ISBN 978-0-500-28048-5. OL 705008M.
- Hīroa, Te Rangi (Sir Peter Buck) (1950). The Coming of the Maori (ed. 2nd). Wellington: Māori Purposes Fund Board.
- Hollander, Anne (1978). Seeing Through Clothes. New York: Viking Press. ISBN 0-14-011084-4.
- Jablonski, Nina G. (2006). Skin: A Natural History. Berkeley: University of California Press. ISBN 9780520954816.
- Jordan, Tim; Pile, Steve, ed. (2003). Social Change. Wiley. ISBN 978-0-631-23312-1.
- Kawano, Satsuki (2005). „Japanese Bodies and Western Ways of Seeing in the Late Nineteenth Century”.  În Masquelier, Adeline. Dirt, Undress, and Difference: Critical Perspectives on the Body's Surface. Bloomington: Indiana University Press. ISBN 978-0-253-21783-7.
- Kyle, Donald G. (2014). Sport and Spectacle in the Ancient World. Ancient Cultures; v.4 (ed. 2nd). Chichester, West Sussex, UK: John Wiley and Sons, Inc. ISBN 978-1-118-61380-1.
- Lerner, Robert E. (1972). The Heresy of the Free Spirit in the Later Middle Ages. Berkeley, CA: University of California Press.
- Livingstone, E. A., ed. (2013). The Concise Oxford Dictionary of the Christian Church (ed. 3). Oxford University Press. ISBN 9780199659623.
- McDonald, Gabrielle Kirk; Swaak-Goldman, Olivia (2000). Substantive and Procedural Aspects of International Criminal Law: The Experience of International and National Courts: Materials. 2. Brill. ISBN 90-411-1134-4.
- Masquelier, Adeline Marie (2005). Dirt, Undress, and Difference Critical Perspectives on the Body's Surface. Bloomington: Indiana University Press. ISBN 0253111536.
- Mead, S. M. (1969). Traditional Maori Clothing. Wellington: A. H. & A. W. Reed.
- Miller, Timothy (1999). The 60s communes: hippies and beyond. Syracuse, NY: Syracuse University Press. ISBN 978-0-8156-2811-8.
- Pollock, Ethan (2019). Without the Banya We Would Perish: A History of the Russian Bathhouse. Oxford University Press. ISBN 978-0-19-539548-8.
- Posner, Richard A. (1992). Sex and Reason. Cambridge, UNITED STATES: Harvard University Press. ISBN 978-0-674-04225-4.
- Posner, Richard A.; Silbaugh, Katharine B. (1996). A Guide to America's Sex Laws. University of Chicago Press. ISBN 9780226675640.
- Ritchie, Jenny; Skerrett, Mere (2014). Early Childhood Education in Aotearoa New Zealand: History, Pedagogy, and Liberation. Palgrave Macmillan. ISBN 978-1-349-48394-5.
- Rough, Bonnie J. (21 august 2018). Beyond Birds and Bees: Bringing Home a New Message to Our Kids About Sex, Love, and Equality. Basic Books. ISBN 978-1-58005-740-0.
- Salazar, Noel B.; Graburn, Nelson H. H. (2014). Tourism Imaginaries: Anthropological Approaches. New York, NY, UNITED STATES: Berghahn Books, Incorporated. ISBN 978-1-78238-368-0.
- Salmond, Anne (1991). Two Worlds: First meetings between Maori and Europeans 1642–1772. Auckland: Viking. ISBN 0-670-85077-2.
- Salmond, Anne (2017). Tears of Rangi: Experiments Across Worlds. Auckland University Press. ISBN 978-1-775-58923-5.
- Scheuch, Manfred (2004). Nackt; Kulturgeschichte eines Tabus im 20. Jahrhundert [Nudity: A Cultural History of a taboo in the 20th century] (în germană). Vienna: Christian Brandstätter Verlag. ISBN 978-3-85498-289-0.
- Steinhart, Peter (2004). The Undressed Art: Why We Draw. New York: Alfred A. Knopf. ISBN 978-1-4000-4184-8.
- Swartz, Barry (2015). „The Social Psychology of Privacy”.  În Joseph A. Cannataci. The Individual and Privacy. Routledge. ISBN 978-1-315-23900-2.
- Szreter, Simon; Fisher, Kate (2010). Sex Before the Sexual Revolution: Intimate Life in England 1918–1963. Cambridge: Cambridge University Press. ISBN 9781139492898.
- Tiggemann, Marika (2011). „Sociocultural Perspectives on Human Appearance and Body Image”.  În Cash, Thomas F.; Smolak, Linda. Body Image: A Handbook of Science, Practice, and Prevention (ed. Second). New York: The Guilford Press. pp. 12–19. ISBN 978-1-60918-182-6.
- Tcherkézoff, Serge (2008). First Contacts in Polynesia. The Samoan Case (1722–1848) Western Misunderstandings about Sexuality and Divinity. ANU Press. ISBN 978-1-921536-01-4.
- Thomason, Krista K. (2018). Naked: The Dark Side of Shame and Moral Life. New York: Oxford University Press. doi:10.1093/oso/9780190843274.003.0007.
- Toepfer, Karl Eric (1997). Empire of Ecstasy: Nudity and Movement in German Body Culture, 1910-1935. University of California Press. ISBN 9780520918276.
- Vile, J.; Hudson, D. L.; Schultz, D. (2009). „Public nudity”. Encyclopedia of the First Amendment. Washington, DC: CQ Press. p. 894. doi:10.4135/9781604265774.n1071.
- Wiener, Margaret (2005). „Breasts. (Un)Dress, and Modernist Desires in Balinese-Tourist Encounter”.  În Masquelier, Adeline. Dirt, Undress, and Difference: Critical Perspectives on the Body's Surface. Indiana University Press. ISBN 978-0-253-21783-7.

#### Articole din reviste
- Adiv, Naomi (2015). „Paidia meets Ludus: New York City Municipal Pools and the Infrastructure of Play”. Social Science History. 39 (3): 431–452. doi:10.1017/ssh.2015.64. ISSN 0145-5532. ProQuest 1986368839. Accesat în 27 decembrie 2020. templatestyles stripmarker în |id= la poziția 1 (ajutor)
- Aguirre, B. E.; Quarantelli, E. L.; Mendoza, Jorge L. (1988). „The Collective Behavior of Fads: The Characteristics, Effects, and Career of Streaking”. American Sociological Review. 53 (4): 569–84. doi:10.2307/2095850. JSTOR 2095850. Accesat în 30 septembrie 2020.
- Akas, Nicholas Chielotam (2017). „Nudity versus Morality in "Women of Hope" Dance Performance”. IKENGA International Journal of Institute of African Studies. 17 (1): 8.
- Al-Absi, Marwan (2018). „The Concept of Nudity and Modesty in Arab-Islamic Culture” (PDF). European Journal of Science and Theology: 10.
- Alaimo, Stacy (2010). „The naked word: The trans-corporeal ethics of the protesting body”. Women & Performance. 20 (1): 15–36. doi:10.1080/07407701003589253. ISSN 0740-770X.
- Barcan, Ruth (2001). „The Moral Bath of Bodily Unconsciousness: Female Nudism, Bodily Exposure and the Gaze”. Continuum. 15 (3): 303–317. doi:10.1080/10304310120086795.
- Barcan, Ruth (2004). „Regaining what Mankind has Lost through Civilisation: Early Nudism and Ambivalent Moderns”. Fashion Theory. 8 (1): 63–82. doi:10.2752/136270404778051870.
- Batten, Alicia J. (2010). „Clothing and Adornment”. Biblical Theology Bulletin. 40 (3): 148–59. doi:10.1177/0146107910375547.
- Bennett, Theodore (11 iunie 2020). „State of Undress: Law, Carnival and Mass Public Nudity Events”. Griffith Law Review. 29 (2): 199–219. doi:10.1080/10383441.2020.1774971 . ISSN 1038-3441.
- Bey, Sharif (2011). „Naked Bodies and Nasty Pictures: Decoding Sex Scripts in Preadolescence, Re-examining Normative Nudity through Art Education”. Studies in Art Education. 52 (3): 196–212. doi:10.1080/00393541.2011.11518835. ISSN 0039-3541. JSTOR 41407929. Accesat în 31 iulie 2019.
- Bonfante, Larissa (1989). „Nudity as a Costume in Classical Art”. American Journal of Archaeology. 93 (4): 543–570. doi:10.2307/505328. ISSN 0002-9114. JSTOR 505328. Accesat în 15 iulie 2020.
- Buckner, William (1 decembrie 2021). „Disguises and the Origins of Clothing”. Human Nature. 32 (4): 706–728. doi:10.1007/s12110-021-09415-7. ISSN 1936-4776. PMID 34643886. Accesat în 2 martie 2022.
- Condra, Mollie B. (1992). „Bare Facts and Naked Truths: Gender, Power, and Freedom of Expression”. Free Speech Yearbook. 30: 129–48. doi:10.1080/08997225.1992.10556145.
- Cooper, D. (2011). „Theorising Nudist Equality: An Encounter Between Political Fantasy and Public Appearance” (PDF). Antipode. 43 (2): 326–357. doi:10.1111/j.1467-8330.2010.00833.x.
- Cover, Rob (1 septembrie 2003). „The Naked Subject: Nudity, Context and Sexualization in Contemporary Culture”. Body & Society. 9 (3): 53–72. doi:10.1177/1357034X030093004. ISSN 1357-034X. Accesat în 2 septembrie 2019.
- Cusack, Carmen M. (2012). „Boob Laws: An Analysis of Social Deviance within Gender, Families, or the Home (Etudes 2)”. Women's Rights Law Reporter. 33 (2/3): 197–217. Accesat în 22 decembrie 2022.
- Darcy, Jane (3 iulie 2020). „Promiscuous throng: The 'indecent' manner of sea-bathing in the nineteenth century”. TLS. Times Literary Supplement (6118): 4–6. ISSN 0307-661X. Accesat în 7 mai 2021.
- De Clercq, Eva (2011). „The Vulnerability of the Body”. International Journal of Philosophy and Theology. 72 (2): 183–200. ISSN 0006-2278.
- Dendle, Peter (2004). „How Naked Is Juliana?”. Philological Quarterly. 83 (4): 355–370. ISSN 0031-7977. ProQuest 211146473. Accesat în 3 aprilie 2021. templatestyles stripmarker în |id= la poziția 1 (ajutor)
- Downs, James F. (1 decembrie 1990). „Nudity in Japanese Visual Media: A Cross-Cultural Observation”. Archives of Sexual Behavior. 19 (6): 583–594. doi:10.1007/BF01542467. ISSN 0004-0002. PMID 2082862. Accesat în 25 iulie 2019.
- Eck, Beth A. (decembrie 2001). „Nudity and Framing: Classifying Art, Pornography, Information, and Ambiguity”. Sociological Forum. 16 (4): 603–632. doi:10.1023/A:1012862311849. JSTOR 684826.
- Feijoo, A. (2009). Adolescent Sexual Health in Europe and the US – Why the Difference?. National Prevention Information Network. p. 6. Accesat în 8 octombrie 2019.
- Gage, Stephen DeM. (1918). „The Sanitary Control of Swimming Pools”. Journal of the Boston Society of Civil Engineers. V (6): 229–306.
- Gage, Stephen (1926). „Swimming Pools and Other Public Bathing Places”. American Journal of Public Health. 16 (12): 1186–1201. doi:10.2105/AJPH.16.12.1186. PMC 1321491 . PMID 18012021.
- Gilman, Bruce (1998). „Persistence of Vision”. Brazzil. 10 (156): 44.
- Glazer, Reena N. (1993). „Women's Body Image and the Law”. Duke Law Journal. 43 (1): 113–147. doi:10.2307/1372748. ISSN 0012-7086. JSTOR 1372748. Accesat în 15 noiembrie 2019.
- Goelet, Ogden (1993). „Nudity in Ancient Egypt”. Notes in the History of Art. 12 (2): 20–31. doi:10.1086/sou.12.2.23202932.
- Gutwein, Clara (1 ianuarie 2021). „Penises, Nipples, and Bums, Oh My! An Examination of How Freedom of Expression Applies to Public Nudity”. Indiana Journal of Global Legal Studies. 28 (1): 349–377. doi:10.2979/indjglolegstu.28.1.0349. ISSN 1080-0727. Accesat în 31 ianuarie 2022.
- Hansen, Karen Tranberg (2004). „The World in Dress: Anthropological Perspectives on Clothing, Fashion, and Culture”. Annual Review of Anthropology. 33: 369–392. doi:10.1146/annurev.anthro.33.070203.143805. ISSN 0084-6570. ProQuest 199841144. Accesat în 8 iulie 2019. templatestyles stripmarker în |id= la poziția 1 (ajutor)
- Herold, Edward; Corbesi, Bruna; Collins, John (1994). „Psychosocial Aspects of Female Topless Behavior on Australian Beaches”. The Journal of Sex Research. 31 (2): 133–142. doi:10.1080/00224499409551740. ISSN 0022-4499. JSTOR 3812754. Accesat în 6 septembrie 2022.
- Henry, Eric (1999). „The Social Significance of Nudity in Early China”. Fashion Theory. 3 (4): 475–486. doi:10.2752/136270499779476036.
- Huang, Ying; Lowry, Dennis (2012). „An Analysis of Nudity in Chinese Magazine Advertising: Examining Gender, Racial and Brand Differences”. Sex Roles. 66 (7–8): 440–452. doi:10.1007/s11199-011-0101-7. ISSN 0360-0025.
- Iuhas, Florica (7 noiembrie 2012). „Body and Dress in the Civilisation of Spectacles”. EIRP Proceedings. 7. Accesat în 4 martie 2022.
- Jablonski, Nina G.; Chaplin, George (2000). „The Evolution of Human Skin Coloration”. Journal of Human Evolution. 39 (1): 57–106. doi:10.1006/jhev.2000.0403. PMID 10896812.
- Jablonski, Nina G.; Chaplin, George (2017). „The Colours of Humanity: The Evolution of Pigmentation in the Human Lineage”. Philosophical Transactions of the Royal Society B: Biological Sciences. 372 (1724): 20160349. doi:10.1098/rstb.2016.0349. PMC 5444068 . PMID 28533464.
- Jarrett, Paul; Scragg, Robert (2020). „Evolution, Prehistory and Vitamin D”. International Journal of Environmental Research and Public Health. 17 (2): 646. doi:10.3390/ijerph17020646 . PMC 7027011 . PMID 31963858.
- Jensen, Robin (2004). „Topfreedom: A rhetorical analysis of the debate with a bust”. Women and Language. Urbana. 27 (1): 68–69.
- Jirasek, Ivo; Kohe, Geoffery Zain; Hurych, Emanuel (2013). „Reimagining Athletic Nudity: The Sexualization of Sport as a Sign of a 'Porno-Ization' of Culture”. Sport in Society. 16 (6): 721–734. doi:10.1080/17430437.2012.753525 . ISSN 1743-0437. ProQuest 1439225036. Accesat în 4 decembrie 2018. templatestyles stripmarker în |id= la poziția 1 (ajutor)
- Krüger, A.; Krüger, F.; Treptau, S. (2002). „Nudism in Nazi Germany: Indecent Behaviour or Physical Culture for the Well-Being of the Nation”. The International Journal of the History of Sport. 19 (4): 33–54. doi:10.1080/714001799.
- Kushlan, James A. (1980). „The Evolution of Hairlessness in Man”. The American Naturalist. 116 (5): 727–729. doi:10.1086/283663. JSTOR 2460629.
- Leary, Mark R; Buttermore, Nicole R. (2003). „The Evolution of the Human Self: Tracing the Natural History of Self-Awareness”. Journal for the Theory of Social Behaviour. 33 (4): 365–404. doi:10.1046/j.1468-5914.2003.00223.x.
- Mann, Channing (1963). „Swimming Classes in Elementary Schools on a City-Wide Basis”. Journal of Health, Physical Education, Recreation. 34 (5): 35–36. doi:10.1080/00221473.1963.10621677.
- Miller, Barry (2016). „On the Loss of Nudity in the Men's Locker Room”. Psychological Perspectives. 59 (1): 93–108. doi:10.1080/00332925.2016.1134213.
- Moles, Kate (2021). „The Social World of Outdoor Swimming: Cultural Practices, Shared Meanings, and Bodily Encounters”. Journal of Sport and Social Issues. 45 (1): 20–38. doi:10.1177/0193723520928598.
- Morton, Chantal (3 decembrie 2011). „When Bare Breasts Are a "Threat": The Production of Bodies/Spaces in Law”. Canadian Journal of Women and the Law. 23 (2): 600–626. doi:10.3138/cjwl.23.2.600. ISSN 1911-0235. Accesat în 19 martie 2020.
- Mouratidis, John (1985). „The Origin of Nudity in Greek Athletics”. Journal of Sport History. 12 (3): 213–232. ISSN 0094-1700. JSTOR 43609271. Accesat în 8 iulie 2019.
- Nkosi, Gugulethu Sebenzile (2013). Umkhosi Womhlanga (Reed Dance) as a tourism enterprise in KwaZulu-Natal: Perceptions, Policies and Practices (PhD). University of Zululand. hdl:10530/1282.
- Nowell, April (2010). „Defining Behavioral Modernity in the Context of Neandertal and Anatomically Modern Human Populations”. Annual Review of Anthropology. 39 (1): 437–452. doi:10.1146/annurev.anthro.012809.105113. Accesat în 6 decembrie 2020.
- Peeters, Evert (2006). „Authenticity and Asceticism: Discourse and Performance in Nude Culture and Health Reform in Belgium, 1920-1940”. Journal of the History of Sexuality. 15 (3): 432–461. doi:10.1353/sex.2007.0020. ISSN 1043-4070. PMID 19238766. Accesat în 20 ianuarie 2022.
- Rasmus, Ryen (2011). „The Auto-Authentication of the Page: Purely Written Speech and the Doctrine of Obscenity”. William & Mary Bill of Rights Journal. 20.
- Rhodes, Rosamond (1 septembrie 2001). „Understanding the Trusted Doctor and Constructing a Theory of Bioethics”. Theoretical Medicine and Bioethics. 22 (6): 493–504. doi:10.1023/A:1014430208720. ISSN 1573-1200. PMID 11939421. Accesat în 3 mai 2021.
- Sando, Linnea C. (2014). „The Enduring Finnish Sauna in Hamlin County, South Dakota”. Material Culture. 46 (2): 1–20.
- Schlebusch;  et al. (3 noiembrie 2017). „Southern African ancient genomes estimate modern human divergence to 350,000 to 260,000 years ago”. Science. 358 (6363): 652–655. Bibcode:2017Sci...358..652S. doi:10.1126/science.aao6266 . PMID 28971970.
- Scott, Susie (2009). „Re-clothing the Emperor: The Swimming Pool as a Negotiated Order”. Symbolic Interaction. 32 (2): 123–145. doi:10.1525/si.2009.32.2.123 .
- Short, Donn (2007). „The Informal Regulation of Gender: Fear and Loathing in the Locker Room”. Journal of Gender Studies. 16 (2): 183–186. doi:10.1080/09589230701324751. ISSN 0958-9236.
- Shrum, Wesley; Kilburn, John (1996). „Ritual Disrobement at Mardi Gras: Ceremonial Exchange and Moral Order”. Social Forces. 75 (2): 423–58. doi:10.2307/2580408. JSTOR 2580408.
- Silver, Nina (1991). „The Shame of Being Naked”. Off Our Backs. 21 (8): 6–7. JSTOR 20833713.
- Sinkkonen, Jari (2013). „The Land of Sauna, Sisu, and Sibelius – An Attempt at a Psychological Portrait of Finland”. International Journal of Applied Psychoanalytic Studies. 10 (1): 49–52. doi:10.1002/aps.1340.
- Smith, Glenn; King, Michael (iunie 2009). „Naturism and sexuality: Broadening our approach to sexual wellbeing”. Health & Place. 15 (2): 439–446. doi:10.1016/j.healthplace.2008.08.002. PMID 18926761.
- Smith, H. W. (1 septembrie 1980). „A Modest Test of Cross-Cultural Differences in Sexual Modesty, Embarrassment and Self-Disclosure”. Qualitative Sociology. 3 (3): 223–241. doi:10.1007/BF00987137. ISSN 1573-7837.
- Story, Marilyn D. (1979). „Factors Associated with More Positive Body Self-Concepts in Preschool Child..”. Journal of Social Psychology. 108 (1): 49–56. doi:10.1080/00224545.1979.9711960. ISSN 0022-4545. PMID 459468.
- Story, Marilyn D. (1987). „A Comparison of Social Nudists and Non-Nudists on Experience with Various Sexual Outlets”. The Journal of Sex Research. 23 (2): 197–211. doi:10.1080/00224498709551357. JSTOR 3812591.
- Sutou, Shizuyo (2012). „Hairless mutation: a driving force of humanization from a human-ape common ancestor by enforcing upright walking while holding a baby with both hands”. Genes to Cells. 17 (4): 264–272. doi:10.1111/j.1365-2443.2012.01592.x. PMC 3510307 . PMID 22404045.
- Stoller, Eleanor Palo (1996). „Sauna, Sisu and Sibelius: Ethnic Identity among Finnish Americans”. The Sociological Quarterly. 37 (1): 145–175. doi:10.1111/j.1533-8525.1996.tb02335.x. ISSN 0038-0253. JSTOR 4121307. Accesat în 4 octombrie 2020.
- Toepfer, Karl (2003). „One Hundred Years of Nakedness in German Performance”. The Drama Review. MIT Press. 47 (4): 144–188. doi:10.1162/105420403322764089. ISSN 1054-2043.
- Toups, M. A.; Kitchen, A.; Light, J. E.; Reed, D. L. (2010). „Origin of Clothing Lice Indicates Early Clothing Use by Anatomically Modern Humans in Africa”. Molecular Biology and Evolution. 28 (1): 29–32. doi:10.1093/molbev/msq234. ISSN 0737-4038. PMC 3002236 . PMID 20823373.
- Uebel, Michael (2019). „Dirty Rotten Shame? The Value and Ethical Functions of Shame”. Journal of Humanistic Psychology. 59 (2): 232–51. doi:10.1177/0022167816631398.
- Van Schendel, Willem (2002). „A Politics of Nudity: Photographs of the 'Naked Mru' of Bangladesh” (PDF). Modern Asian Studies. 36 (2): 34. doi:10.1017/S0026749X02002032.
- Vance, Melissa R. (2005). „Breastfeeding Legislation in the United States: A General Overview and Implications for Helping Mothers”. LEAVEN. 41 (3): 51–54. Arhivat din original la 31 martie 2007.
- Velleman, J. (2001). „The Genesis of Shame”. Philosophy and Public Affairs. 30 (1): 27–52. doi:10.1111/j.1088-4963.2001.00027.x. hdl:2027.42/72979 .
- Weinberg, Martin S; Williams, Colin J. (2010). „Bare Bodies: Nudity, Gender, and the Looking Glass Body”. Sociological Forum. 25 (1): 47–67. doi:10.1111/j.1573-7861.2009.01156.x.
- West, Keon (1 martie 2018). „Naked and Unashamed: Investigations and Applications of the Effects of Naturist Activities on Body Image, Self-Esteem, and Life Satisfaction”. Journal of Happiness Studies. 19 (3): 677–697. doi:10.1007/s10902-017-9846-1 . ISSN 1573-7780.
- West, Keon (2020). „A Nudity-Based Intervention to Improve Body Image, Self-Esteem, and Life Satisfaction”. International Journal of Happiness and Development. 6 (2): 162–172. doi:10.1504/IJHD.2020.111202. ISSN 2049-2790. Accesat în 1 aprilie 2021.
- West, Keon (2020). „I Feel Better Naked: Communal Naked Activity Increases Body Appreciation by Reducing Social Physique Anxiety”. The Journal of Sex Research. 58 (8): 958–966. doi:10.1080/00224499.2020.1764470. ISSN 0022-4499. PMID 32500740. Accesat în 23 februarie 2021.
- Wheeler, P.E. (1985). „The loss of functional body hair in man: the influence of thermal environment, body form and bipedality”. Journal of Human Evolution. 14 (14): 23–28. doi:10.1016/S0047-2484(85)80091-9.
- Whitman, James Q. (1 aprilie 2004). „The Two Western Cultures of Privacy: Dignity versus Liberty”. The Yale Law Journal. 113 (6): 1151–1221. doi:10.2307/4135723. JSTOR 4135723.
- Wiltse, Jeffrey (2003). „Contested waters: A History of Swimming Pools in America”. ProQuest Dissertations & Theses Global. ProQuest 305343056. templatestyles stripmarker în |id= la poziția 1 (ajutor)
- Wolf, JH (2008). „Got milk? Not in public!”. International Breastfeeding Journal. 3 (1): 11. doi:10.1186/1746-4358-3-11 . PMC 2518137 . PMID 18680578.

#### Ziare și magazine
- Andreatta, David (22 septembrie 2017). „When boys swam nude in gym class”. Democrat and Chronicle.
- Andrews, Edmund L. (24 septembrie 2000). „Sauna-of-the-Month Club”. The New York Times. Arhivat din original la 14 septembrie 2009.
- Bridge, Adrian (17 iulie 2014). „Germans Most Likely to Go Nude”. The Telegraph. Arhivat din original la 10 ianuarie 2022.
- Cappelle, Laura; Whittenburg, Zachary (1 aprilie 2014). „Baring It All”. Dance Magazine.
- Curry, Andrew (martie 2012). „The Cave Art Debate”. Smithsonian Magazine. Accesat în 23 mai 2021.
- Hale, Jamie (29 iunie 2015). „Public nudity in Oregon: Where you can and can't legally be naked in the open”. The Oregonian.
- Hoge, Warren (4 iunie 2004). „U.N. Says Abu Ghraib Abuse Could Constitute War Crime”. The New York Times. Arhivat din original la 5 noiembrie 2019. Accesat în 8 noiembrie 2019.
- Holson, Laura M. (31 august 2018). „How Burning Man Has Evolved Over Three Decades”. The New York Times. Arhivat din original la 30 august 2018. Accesat în 27 noiembrie 2020.
- Hurley, Lawrence (13 ianuarie 2020). „U.S. Supreme Court refuses to 'Free the Nipple' in topless women case”. Reuters. Accesat în 4 ianuarie 2023.
- Jablonski, Nina G. (1 noiembrie 2012). „The Naked Truth”. Scientific American.
- Kelly, John (18 martie 2023). „The Naked Truth About Streaking at the University of Maryland”. Washington Post. ISSN 0190-8286. Accesat în 19 martie 2023.
- Kast, Günter (18 noiembrie 2014). „Bekleidung in der Sauna: Was haben Sie denn an?” [Clothing in the Sauna: What are you wearing]. Frankfurter Allgemeine Zeitung (în germană). Accesat în 3 septembrie 2019.
- Layng, Anthony (1998). „Confronting the Public Nudity Taboo”. USA Today Magazine. Vol. 126 nr. 2634. p. 24.
- Linshi, Jack (11 ianuarie 2015). „Pope Francis Reaffirms Support of Public Breastfeeding”. Time. Accesat în 13 aprilie 2021.
- Marder, Jenny (16 iulie 2020). „Keeping Kids Curious About Their Bodies Without Shame”. The New York Times. ISSN 0362-4331. Accesat în 21 iulie 2020.
- Parry, Bruce (7 aprilie 2017) (în en). Bruce Parry Experiences the Stick Fighting Festival – Tribe. BBC Studios. https://www.youtube.com/watch?v=AosQi3MUv9Q.
- Rowlatt, Justin (5 martie 2011). „The minimalist dress code of the Amazon's Awa people”. BBC News (în engleză). Arhivat din original la 1 februarie 2020. Accesat în 3 octombrie 2020.
- Reynolds, Eoin (20 noiembrie 2012). „San Francisco nudists warn of backlash if anti-naked law passes”. The Guardian. Accesat în 13 septembrie 2016.
- Senelick, Richard (3 februarie 2014). „Men, Manliness, and Being Naked Around Other Men”. The Atlantic.
- Shaw, Danny (28 octombrie 2014). „Naked rambler Stephen Gough loses human rights case”. BBC News. Accesat în 29 septembrie 2016.
- Sicha, Choire (3 decembrie 2015). „Men's Locker Room Designers Take Pity on Naked Millennials”. The New York Times.
- Sisson, Paul (23 martie 2010). „SAN ONOFRE: State begins citing nudists at beach”. The San Diego Union-Tribune. Accesat în 13 septembrie 2016.
- Slenske, M.; Langmuir, M. (16 aprilie 2018). „Who's Afraid of the Female Nude”. New York. ProQuest 2037464739. templatestyles stripmarker în |id= la poziția 1 (ajutor)
- Smithers, Rebecca (21 decembrie 1999). „Curtains for schools' communal showers”. The Guardian.
- Sterba, James (3 septembrie 1974). „Nudity Increases in America”. The New York Times.
- Taub, Gypsy (23 noiembrie 2012). „The naked truth about San Francisco's nudity ban”. The Guardian. Accesat în 13 septembrie 2016.
- Tayler, Jeffrey (22 martie 2013). „Tunisian Woman Sent to a Psychiatric Hospital for Posting Topless Photos on Facebook”. The Atlantic.
- Taylor, Zanthe (28 februarie 2012). „The (Un-Erotic) Glories of Nudity”. Psychology Today.
- Tosches, Rich (5 ianuarie 2012). „Long Live the FONG”. Colorado Springs Independent. ProQuest 918464360. templatestyles stripmarker în |id= la poziția 1 (ajutor)
- Vachon, Dana (28 aprilie 2005). „The Tao of Skinny-Dipping”. The New York Times. ISSN 0362-4331. Accesat în 22 iunie 2022.
- Vreeland, Diana (1970). „Beauty Bulletin: The Black Monokini”. Vogue. 156 (9). pp. 152–153. ISSN 0042-8000. Accesat în 27 aprilie 2021.
- „Foreign Notes of Real Interest”. New York Sun. 13 august 1891. p. 6. Accesat în 22 mai 2022.
- „Rules Girls Must Wear Swim Suits: School Board at Detroit Acts After Mothers Protest”. Iowa City Press Citizen, Jan 15, 1947, p. 1. Highland Park, Michigan. 15 ianuarie 1947. Accesat în 29 aprilie 2022.
- „Young Swimmers in Championships”. New York Times. 18 aprilie 1909. p. 30. Accesat în 17 noiembrie 2015 – via Newspaper Archive.

#### Websiteuri
- Bradley, David (17 noiembrie 2020). „Naked Body Image and Self Esteem”. Medical Press. Accesat în 2 aprilie 2021.
- Daley, Jason (11 decembrie 2018). „Why Did Humans Lose Their Fur?”. Smithsonian. Accesat în 27 octombrie 2019.
- Eng, Monica (10 septembrie 2017). „Baring It All: Why Boys Swam Naked in Chicago Schools”. WBEZ.
- Hadfield, James (10 decembrie 2016). „Last splash: Immodest Japanese tradition of mixed bathing may be on the verge of extinction”. The Japan Times. Accesat în 19 noiembrie 2019.
- Hile, Jennifer (2004). „The Skinny on Nudism in the U.S”. National Geographic. Accesat în 11 noiembrie 2019.[nefuncțională]
- Kincaid, James R. (31 ianuarie 2000). „Is this child pornography?”. Salon.com. Arhivat din original la 30 aprilie 2007. Accesat în 28 aprilie 2007.
- Mark, Joshua J. (27 martie 2017). „Fashion and Dress in Ancient Egypt”. World History Encyclopedia.
- Milner, Rebecca (23 august 2019). „First-time jjimjilbang: how to visit a Korean bathhouse”. Lonelyplanet.com. Accesat în 30 ianuarie 2021.
- Möhring, Maren (2015). „Nudity is considered quite normal nowadays”. Goethe Institute. Accesat în 13 ianuarie 2022.
- Mughniyya, Muhammad Jawad (n.d.). „The Rules of Modesty”. Al-Islam.org. Accesat în 31 octombrie 2021.
- Simmons, Pauline; Yarwood, Doreen; Laver, James; Murray, Anne Wood; Marly, Diana Julia Alexandra (6 aprilie 2022). „Dress – the Nature and Purposes of Dress”. Britannica. Accesat în 11 aprilie 2022.
- Sofola, Bunmi (27 martie 2022). „At what age should you allow your kids to play naked in the street?!”. Vanguard News. Arhivat din original la 30 mai 2023. Accesat în 29 iulie 2022.
- Sood, Suemedha (30 noiembrie 2012). „The origins of bathhouse culture around the world”. BBC Travel. Arhivat din original la 30 mai 2023. Accesat în 15 noiembrie 2019.
- Steinbach, Paul (2017). „Designing Public Locker Rooms with an Eye on Privacy”. Athletic Business. Arhivat din original la 30 mai 2023. Accesat în 26 octombrie 2023.
- Stöppler, Melissa Conrad, MD (29 martie 2021). „Definition of Flashing”. MedicineNet (în engleză). Accesat în 29 aprilie 2022.
- Weaver, Fran (8 octombrie 2010). „Seeking the real Finnish Sauna”. This is Finland. Accesat în 7 octombrie 2011.
- Wickman, Forrest (27 iunie 2012). „Mooning: A History”. Slate.com. Accesat în 27 decembrie 2019.
- Williams, Pete (19 august 2019). „Women ask Supreme Court to toss topless ban: Why are rules different for men?”. NBC News.
- Weintraub, Karen (7 septembrie 2018). „Study: Two-thirds of Millennials sleep nude”. USA Today. Accesat în 7 octombrie 2020.
- „The American Sex Survey: A Peek Beneath the Sheets” (PDF). ABC News. 21 octombrie 2004. p. 26. Accesat în 4 septembrie 2009.
- „Baring It All: Get Naked with the Germans”. Spiegel Online. 10 mai 2006. Accesat în 13 septembrie 2016.
- „Citizen's Guide To U.S. Federal Law On Child Pornography”. US Department of Justice. 26 mai 2015. Accesat în 9 octombrie 2020.
- „Definition of Partial nudity”. Law Insider. Accesat în 31 octombrie 2019.
- „Discipline of the Bible Methodist Connection of Churches” (PDF). Bible Methodist Connection of Churches. 2018. p. 37.
- Global Gender Gap Report 2020 (PDF) (Raport). World Economic Forum. Accesat în 14 septembrie 2023.
- „Inquiry after India students 'stripped for punishment'”. BBC. 30 noiembrie 2017. Accesat în 11 noiembrie 2019.
- „Iraq prison 'abuse' sparks outrage”. CNN. 30 aprilie 2004. Arhivat din original la 8 noiembrie 2019. Accesat în 8 noiembrie 2019.
- „Male Nude Swimming”. Historical Archives – Male Nude Swimming. Accesat în 8 noiembrie 2019.
- „Modern History Sourcebook: Women Miners in English Coal Pits”. Fordham University. Accesat în 9 noiembrie 2019.
- „Nudity in Public - Guidance on handling cases of Naturism”. The Crown Prosecution Service. 9 septembrie 2022. Accesat în 22 iulie 2023. Nudity in public alone with no aggravating features is very unlikely to amount to ... offence.
- „Nudism”. Grinnell University: Subcultures and Sociology. Accesat în 17 noiembrie 2019.
- „Restrictions on Women's Religious Attire”. Pew Research Center's Religion & Public Life Project. 5 aprilie 2016. Accesat în 11 octombrie 2020.
- „Public Baths in Japan”. Japan Guide. Accesat în 31 octombrie 2019.
- Sexual Development and Behavior in Children: Information for Parents and Caregivers (Raport). American Psychological Association. 2009. doi:10.1037/e736972011-001.
- „Strip Search After an Arrest”. FindLaw. Accesat în 11 noiembrie 2019.
- „Synonyms for Nude”. Merriam-Webster's Dictionary. Accesat în 13 noiembrie 2019. Synonyms, Adjective: au naturel, bare, bottomless, disrobed, mother-naked, naked, raw, starkers [chiefly British], stripped, unclad, unclothed, undressed; Noun: altogether, bareness, birthday suit, bottomlessness, buff, nakedness, nudity, raw
- „The Woman Deacon's role at Baptism”. Wijngaards Institute for Catholic Research. Accesat în 23 iunie 2022.
- „Women in Yap dance at Easter for the 'Light that lights up the world'”. Catholics & Cultures. 19 aprilie 2019. Accesat în 13 februarie 2022.
- „YouGov Survey Results” (PDF). YouGov.com. 29 octombrie 2014. Accesat în 25 martie 2021.